# Jöns Jacob Berzelius
Pour les articles homonymes, voir Berzelius.

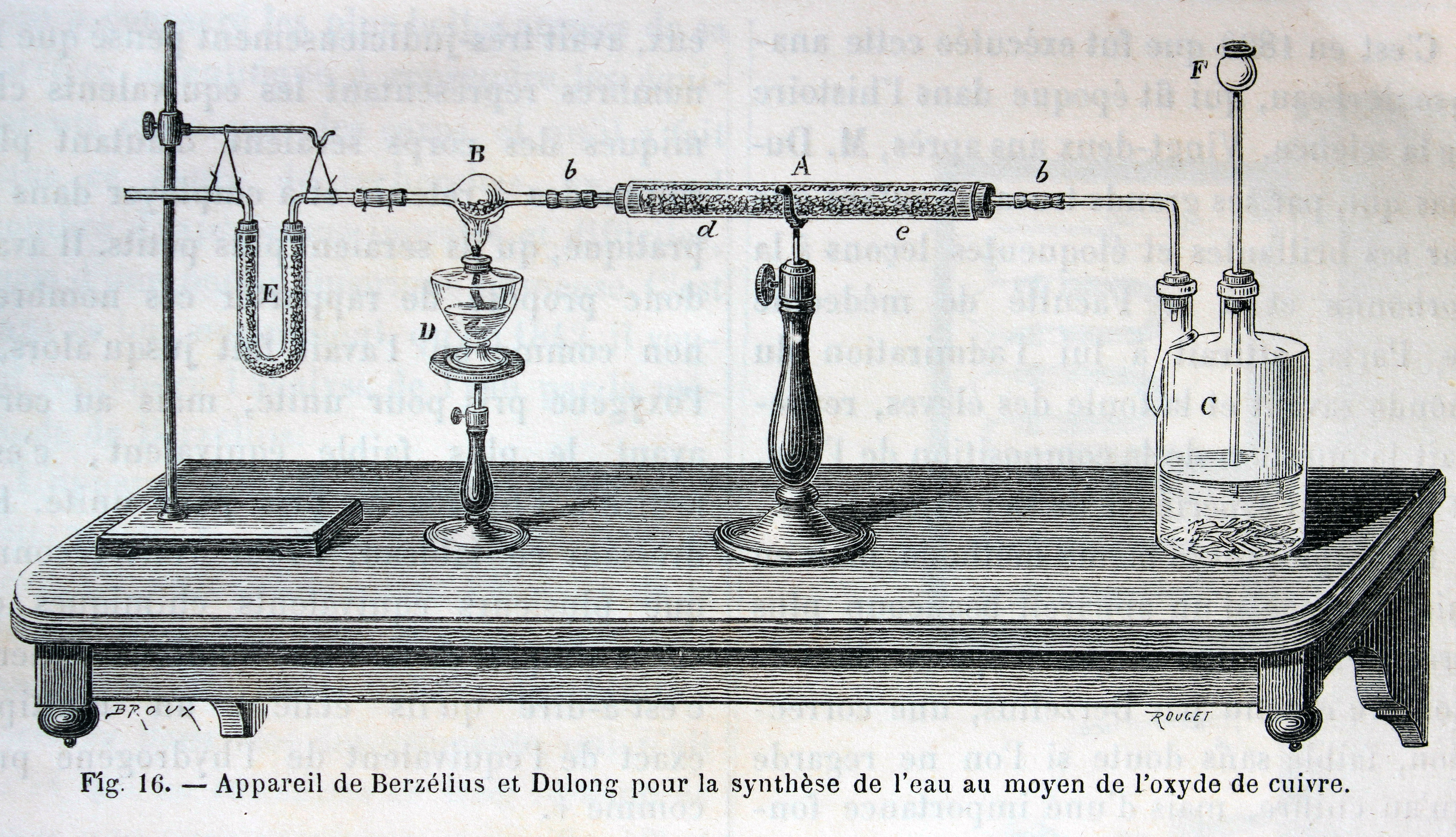
Appareil de Berzélius et Dulong pour la synthèse de l'eau au moyen de l'oxyde de cuivre.

Jöns Jacob Berzelius (/jœns ˈjɑ̌ːkɔb bæˈʂěːlɪɵs/), transcrit Berzélius dans les anciens ouvrages français, né le 20 août 1779 à Väversunda Sörgård et mort le 7 août 1848 à Stockholm, est un savant suédois, considéré, avec Antoine Lavoisier, John Dalton et Robert Boyle, comme le fondateur de la chimie moderne.

## Biographie
Berzelius naquit en 1779 à Väversunda Sörgård, à côté de Vadstena en Suède, fils d'un maître d'école.
Il commença ses études de médecine en 1796 à l’université d'Uppsala et fréquenta en même temps le laboratoire de chimie de Johan Afzelius, où il prit un goût prononcé pour cette discipline. Il se mit très tôt à faire de nombreuses expériences et se fit connaître dès 1800 par des observations sur les eaux minérales de Medevi. Ses études de chimie se terminèrent en même temps que ses études de médecine, pour lesquelles il obtint un doctorat en 1802.
Il fut en même temps médecin praticien et maître assistant jusqu’en 1806, année où il devint chargé de cours de chimie à l’Académie militaire Carlberg,,. Il commença en 1806 avec Wilhelm Hisinger la publication des Mémoires relatifs à la physique, à la chimie, à la minéralogie. De 1807 à 1831, il enseigna la botanique, la médecine et la pharmacie à l’École de Chirurgie de Stockholm (le futur Institut Karolinska), puis la chimie de 1815 à 1832. Désirant se livrer tout entier à ses recherches expérimentales, il renonça en 1832 à ses fonctions d'enseignement. Il fut en outre assisté par Anna Sundström entre 1808 et 1836 dans ses travaux.
Berzelius fut secrétaire permanent de l’Académie des sciences de Stockholm de 1818 à 1848 (il en était membre depuis 1808 et il donna un nouveau souffle à cette institution), membre étranger de la Royal Society et de l’Institut de France et membre de l'Académie suédoise de 1837 à 1848. Il était franc-maçon, initié en 1805 à la loge Saint-Eric, Orient de Stockholm. Il fut fait baron (« friherre ») en 1835 par le roi Charles XIV Jean. Ses travaux lui valurent la médaille Copley en 1836.
Il mourut à Stockholm en 1848.

## Distinctions
- Chevalier de l'ordre royal de l'Étoile polaire
- Commandeur de l'ordre de Vasa
- Ordre de Saint-Stanislas

## Œuvre

### Chimie
Berzelius fut le premier analyste du XIXe siècle : outre un nombre immense d'analyses faites avec la plus grande précision, on lui doit la découverte de plusieurs corps simples : Berzelius et Hisinger font la découverte du cérium en 1807 ; il identifie le sélénium avec Johan Gottlieb Gahn en 1817 ; et finalement le thorium en 1829. Deux autres éléments furent découverts par ses élèves : le lithium en 1817 par Johan August Arfwedson et le vanadium en 1830 par Nils Gabriel Sefström. C’est Berzelius qui proposa les noms lithium, vanadium ainsi que celui de sodium. Il fut le premier chimiste à isoler les éléments silicium (en 1823), zirconium (en 1824), thorium (en 1828) ainsi que le titane.
Il apporta la connaissance des combinaisons du soufre avec le phosphore, fit l'étude du fluor et des fluorures et la détermination d'un grand nombre d'équivalents chimiques. Il fut presque le créateur de la chimie organique. Il introduisit en chimie les notions et les mots d'allotropie, de catalyse, d'isomérie et de protéine. Philosophe aussi bien qu'expérimentateur, il consolida la théorie atomistique ainsi que celle des proportions chimiques.  Enfin, il adopta, pour expliquer les phénomènes, la célèbre théorie du dualisme électrochimique, et fit au moyen de cette théorie de nombreuses réformes dans la nomenclature et la classification. Il fut à l’origine d'une théorie électrochimique et d'une théorie sur les radicaux et en commença le développement. Berzelius fut l’un des premiers à publier une table des masses moléculaires et atomiques d’une exactitude satisfaisante.
Il inventa et fit admettre universellement, pour exprimer la composition des corps, des formules chimiques analogues aux formules algébriques ; le système actuel de notation fut adopté grâce à Berzelius, qui le proposa en 1813. Berzelius a pris au latin les symboles dont nous nous servons toujours : H (hydrogenium), O (oxygenium), Fe (ferrum), Pb (plumbum) et Hg (hydrargyrum).
Il enseigna la chimie, entre autres, à Johan August Arfwedson, Leopold Gmelin[réf. nécessaire], Gustav Magnus, Carl Gustaf Mosander, Heinrich et Gustav Rose, Nils Gabriel Sefström et Friedrich Wöhler.
Il correspondit avec les principaux savants de son temps : Ampère, Arago, Berthollet, Davy, Dulong, Gay-Lussac, Fresnel, Laplace.

### Minéralogie

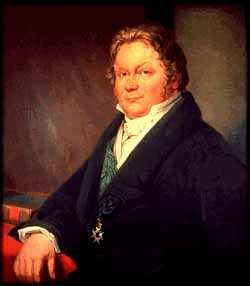
Berzelius par Johan Gustaf Sandberg.

Berzelius fut un des premiers à fonder la minéralogie sur la connaissance des éléments chimiques.
Il a décrit les espèces suivantes :
- aegirine, 1835 ;
- albite, 1815, conjointement avec  Johan Gottlieb Gahn ;
- cérite, 1804, conjointement avec Hisinger ;
- eucaïrite, 1818 ;
- mésoline, 1822 (espèce non reconnue par l'IMA) ;
- silicate de zinc (synonyme d'hémimorphite) ;
- silicate sesquimanganeux (synonyme de rhodonite).

## Publications

### Listes
- Liste de publications (301 titres) sur http://libris.kb.se. Consulté le 29 décembre 2011
- (fr + sv) Liste des écrits en ligne (27 titres) de Berzelius sur Gallica. Consulté le 29 décembre 2011

### Écrits
- (la) Nova analysis aquarum medeviensium, 1800, en ligne, projet Runeberg. De même, en ligne, projet Gutenberg
- (la) De electricitatis galvanicæ apparatu cel. Volta excitæ in corpora organica effectu, 1802, en ligne, projet Runeberg. (Recherches sur les effets de l'électricité sur les organismes, thèse de médecine de Berzelius)
- Nouveau système de minéralogie, Paris, 1819, in-8 sur Gallica
- De l'emploi du chalumeau dans les analyses chimiques et les déterminations minéralogiques, trad. fr., 1821, traduction française par Fresnel en 1837.
- De l'analyse des corps inorganiques, 1827
- Théorie des proportions chimiques et table analytique des poids atomiques des corps simples et leurs combinaisons les plus importantes, 1835
- Traité de chimie minérale, végétale et animale, paru en plusieurs volumes de 1808 à 1830. Sur Gallica : tome 1, tome 3, tome 4, tome 5, tome 6 Consulté le 29 décembre 2011
  - Tome 1, Firmin Didot Frères (Paris), 1845, Texte disponible en ligne sur LillOnum
  - Tome 2,  Firmin Didot Frères (Paris), 1846, Texte disponible en ligne sur LillOnum
  - Tome 3, Firmin Didot Frères (Paris), 1847, Texte disponible en ligne sur LillOnum
  - Tome 4,  Firmin Didot Frères (Paris), 1847, Texte disponible en ligne sur LillOnum
  - Tome 5,  Firmin Didot Frères (Paris), 1849,  Texte disponible en ligne sur LillOnum
  - Tome 6,  Firmin Didot Frères (Paris), 1850, Texte disponible en ligne sur LillOnum
- Rapport annuel sur les progrès des sciences physiques et chimiques présenté le 31 mars 1840 à l'Académie Royale des sciences de Stockholm, Fortin : Masson et Cie ( Paris ), 1841, Texte disponible en ligne sur LillOnum
- Rapport annuel sur les progrès de la chimie présenté le 31 mars 1841 à l'Académie Royale des Sciences de Stockholm, Fortin : Masson et Cie ( Paris ), 1842, Texte disponible en ligne sur LillOnum
- Rapport annuel sur les progrès de la chimie présenté le 31 mars 1842 à l'Académie Royale des sciences de Stockholm, Fortin : Masson et Cie ( Paris ), 1843, Texte disponible en ligne sur LillOnum
- Rapport annuel sur les progrès de la chimie présenté le 31 mars 1943 à l'Académie Royale des Sciences de Stockholm, Fortin : Masson et Cie ( Paris ), 1844, Texte disponible en ligne sur LillOnum
- Rapport annuel sur les progrès de la chimie présenté le 31 mars 1944 à l'Académie Royale des Sciences de Stockholm, Fortin : Masson et Cie ( Paris ), 1845, Texte disponible en ligne sur LillOnum
- Rapport annuel sur les progrès de la chimie présenté le 31 mars 1845 à l'Académie Royale des sciences de Stockholm, V. Masson ( Paris ), 1846, Texte disponible en ligne sur LillOnum
- Rapport annuel sur les progrès de la chimie présenté le 31 mars 1846 à l'Académie Royale des sciences de Stockholm, V. Masson ( Paris ), 1847, Texte disponible en ligne sur LillOnum
- Rapport annuel sur les progrès de la chimie présenté le 31 mars 1847 à l'Académie Royale des sciences de Stockholm, V. Masson ( Paris ), 1848, Texte disponible en ligne sur LillOnum
- Élémens[10] de minéralogie appliquée aux sciences chimiques, ouvrage basé sur la méthode de M. Berzelius contenant l'Histoire naturelle et métallurgique des substances minérales, leurs applications à la pharmacie, à la médecine et à l'économie domestique, 1837
- Traité de Chimie. Trad. A. J. L. Jourdan, Firmin Didot, 1829. C'est à l'époque l'un des ouvrages les plus complets sur cette matière. La première édition en fut publiée à Stockholm de 1808 à 1818 en 3 volumes in-8. Ce traité a été traduit et refondu, avec le concours de l'auteur, en 1840 et les années suivantes par Johann Georg Esslinger et Ferdinand Hoefer, 6 vol. in-8. Tome 2 en ligne, trad. Esslinger, Firmin Didot Frères, 1830 sur Google Livres
- Il publia à partir de 1822 — et continua jusqu'à sa mort — un Compte-rendu annuel des progrès de la chimie et de la minéralogie, recueil précieux qui contient l'exposition et l'appréciation, souvent sévère, des travaux faits dans tous les pays.

### Correspondance

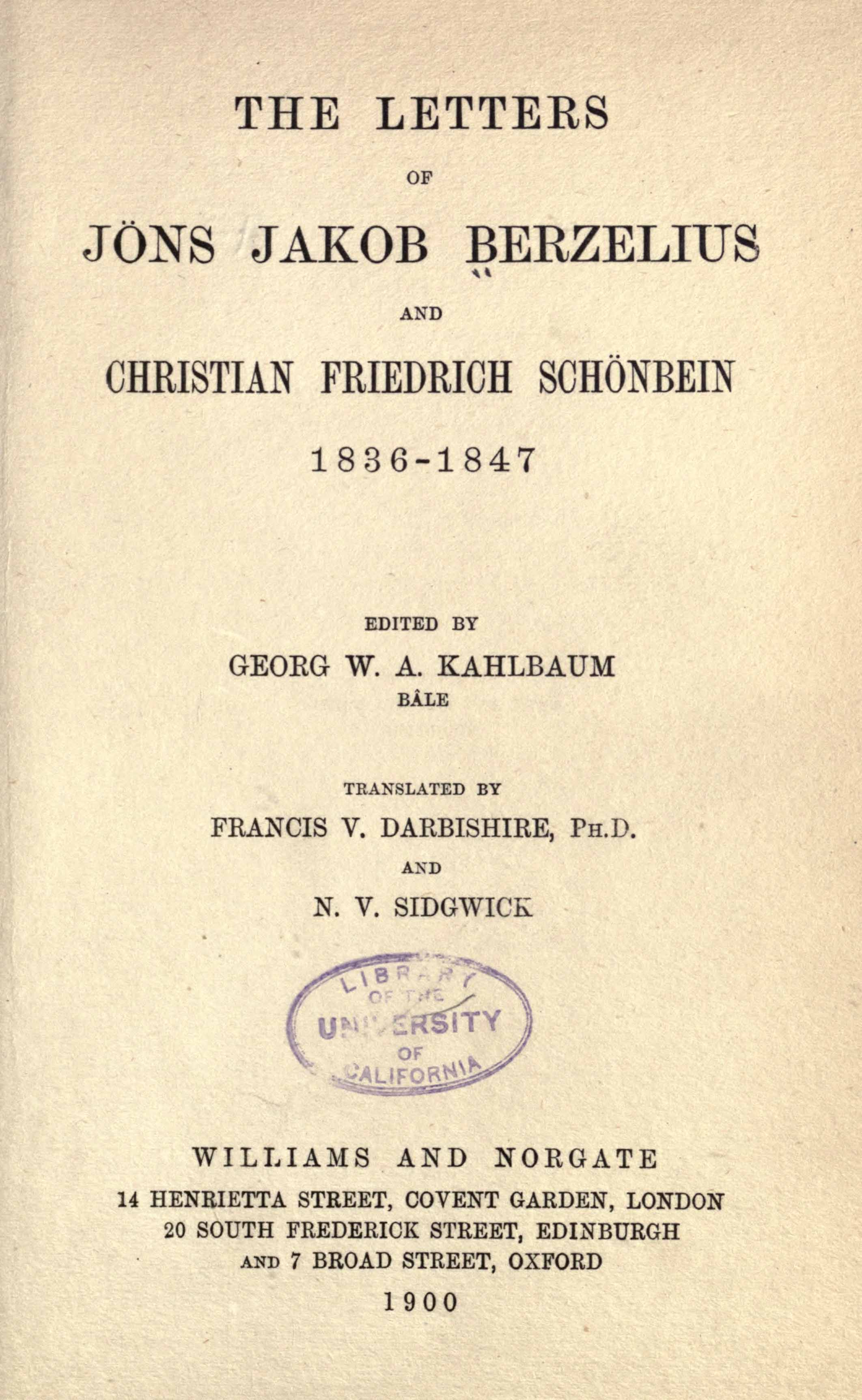
The Letters of Jöns Jakob Berzelius and Christian Friedrich Schönbein 1836 1847, London 1900

- On a publié la correspondance de Berzelius avec H.E. Örsted, Claude Louis Berthollet, Pierre Louis Dulong[11], Thomas Thomson, Alexandre Brongniart, Hans Gabriel Trolle-Wachtmeister, Théophile-Jules Pelouze, Eilhard Mitscherlich, Gerardus Johannes Mulder, Wilhelm Hisinger, Justus von Liebig[12], Gustaf Löwenhielm… Il y en a une partie dans Wikisource.
- (de) Berzelius und Liebig, Munich, Lehmann, 1893 (lire en ligne)
- (en) The Letters of Jöns Jakob Berzelius and Christian Friedrich Schönbein, Londres, Williams & Norgate, 1900 (lire en ligne)